# 20031 Lakehead
20031 Lakehead è un asteroide della fascia principale. Scoperto nel 1992, presenta un'orbita caratterizzata da un semiasse maggiore pari a 2,341982 UA e da un'eccentricità di 0,178912, inclinata di 25,747214° rispetto all'eclittica. Ha un diametro di 4,558 km e un periodo di rotazione di 10,8379 ore.